# Candida zeylanoides
Candida zeylanoides är en svampart som först beskrevs av Castell., och fick sitt nu gällande namn av Langeron & Guerra 1938. Candida zeylanoides ingår i släktet Candida, ordningen Saccharomycetales, klassen Saccharomycetes, divisionen sporsäcksvampar och riket svampar.   Inga underarter finns listade i Catalogue of Life.